# جولييان باريو باريو
جولييان باريو باريو (بالإسبانية: Julián Barrio Barrio)‏ هو كاهن كاثوليكي إسباني، ولد في 15 أغسطس 1946 في Manganeses de la Polvorosa ‏ في إسبانيا.